# Griflet

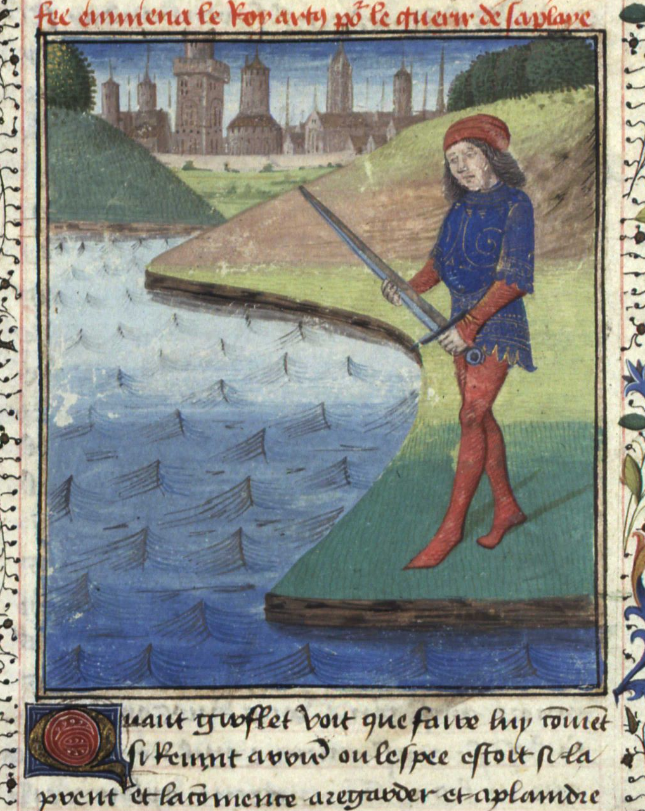
Giflet getta Excalibur nel lago, in una illustrazione del 1470 per il romanzo del XIII secolo La Mort du roi Arthur

Sir Griflet, chiamato anche Girflet o Jaufré, è un cavaliere nella leggenda arturiana. È anche l'eroe eponimo del Roman de Jaufré, l'unico poema arturiano sopravvissuto scritto in provenzale.
Nella letteratura cavalleresca francese in prosa, Griflet appare come scudiero e uno dei primi alleati di Re Artù. È figlio di Do, ed è un cugino di Lucan e Bedivere. Quando viene nominato cavaliere, diventa uno dei primi Cavalieri della Tavola Rotonda. Griflet è uno dei principali consiglieri di Artù per tutta la sua vita. Secondo il Ciclo della Vulgata, fu uno dei pochi sopravvissuti alla battaglia di Camlann, e il re morente gli chiese di restituire la sua spada Excalibur alla Dama del Lago. In La Morte di Artù, tuttavia, Sir Griflet è uno dei cavalieri uccisi dalla squadra di salvataggio di Lancillotto durante l'esecuzione di Ginevra, facendo del cugino di Griflet Bedivere il cavaliere che getta Excalibur nel lago.
Come molti altri personaggi della saga arturiana, le sue origini si trovano nella mitologia gallese. In questo caso, la fonte di ispirazione è probabilmente la divinità minore Gilfaethwy fab Dôn, che compare in Math fab Mathonwy, quarto dei quattro rami del Mabinogion.